# سپو آهو
سپو آهو (متولد ۷ مارس سال ۱۹۴۴) ورزشکار رشته جدید پنجگانه فنلاندی است. او در بازی‌های المپیک تابستانی ۱۹۶۸ به رقابت پرداخته است.